# Stadsfestival
Stadsfestival är en festival som firas i en stad.

## Lista över stadsfestivaler i Sverige
- Cityfesten
- Eksjö Stadsfest
- Fallens dagar
- Gatufesten
- Gatufestivalen
- Granny Goes Street är Faluns stadsfestival.[1]
- Helsingborgsfestivalen (nedlagd 2013)
- Killebom
- Kirunafestivalen
- Kringelfestivalen
- Kristianstadsdagarna
- Kulturkalaset
- Köpingsfesten
- Landskronakarnevalen
- Luleå Hamnfestival (nedlagd 2020)
- Malmöfestivalen
- Matfestivalen i Skövde
- Piteå dansar och ler
- Salamässan i Sala, uppemot 17 000 besökare och startad 1987 är dock egentligen en mässa för företag.[2]
- Stockholms Kulturfestival
- Storsjöyran
- Strömmingsleken
- Östersjöfestivalen